# L'An prochain à Jérusalem
Pour plus de détails, voir Fiche technique et Distribution.
L'An prochain à Jérusalem est un documentaire français réalisé par Myriam Aziza et sorti en 2007.

## Fiche technique
- Titre : L'An prochain à Jérusalem
- Réalisation :  Myriam Aziza
- Scénario : Myriam Aziza
- Photographie : Myriam Aziza
- Son : Myriam Aziza, Yolande Decarsin, Bruno Ehlinger, Nicolas Féjoz, Stéphane Isidore, Ariane Mellet et Stéphane Roché
- Montage : Myriam Aziza et Ariane Mellet
- Production : Agat Films & Cie
- Pays :  France
- Genre : documentaire
- Durée : 88 minutes
- Date de sortie : France - 8 novembre 2007

## Sélections[1]
- Festival du film de Belfort - Entrevues 2007 (mention du jury documentaire)
- Festival international du film de Locarno 2007
- Escales documentaires de La Rochelle 2007